# Megachile holostoma
Megachile holostoma är en biart som beskrevs av Cockerell 1937. Megachile holostoma ingår i släktet tapetserarbin, och familjen buksamlarbin. Inga underarter finns listade i Catalogue of Life.